# Alfa Romeo RM
El Alfa Romeo RM es un automóvil producido por el fabricante italiano Alfa Romeo entre 1923 y 1925, y fue basado en el modelo RL. Este automóvil era un modelo más barato que el RL, y fue presentado por primera vez en el Salón del Automóvil de París de 1923. Cuando finalizó la producción en 1925, se habían fabricado aproximadamente 500 unidades.

## Mecánica
El Alfa Romeo RM tenía un motor de 4 cilindros en línea con bloque hecho de hierro fundido, que estaba disponible con cilindradas de 1,9 L y 2,0 L. Muchas piezas usadas en el motor del RM provenían del motor del RL. Tenía caja de cambios manual de 4 velocidades.

## Versiones
Fueron producidas las tres versiones siguientes de este automóvil:
- RM Normale (normal) de 1923, con motor de 1944 cc y 40 CV.
- RM Sport de 1924, con un motor ligeramente mayor de 1996 cc y 44 CV.[1]
- RM Unificato (unificado) de 1925, también con 1996 cc, pero con la potencia aumentada a 48 CV.

El RM Sport tenía una mayor relación de compresión, y el RM Unificato tenía una mayor distancia entre ejes. El RM Sport podía alcanzar una velocidad máxima de 100 km/h.

## RM semioruga
En el año 1924 fue construida una rara versión semioruga sobre la base del Alfa Romeo RM. Esta versión semioruga tenía el motor de 4 cilindros en línea usado en las versiones normales del RM, pero modificado para funcionar con lubricación por cárter seco. La licencia fue concedida por Citroën (en la época la marca francesa producía el Kégresse, un tipo de vehículo semioruga). Se sabe que todavía existe una unidad del RM semioruga.

## Competición
El Alfa Romeo RM participó en la tercera Copa delle Alpi en el año 1923, en la cual consiguió la cuarta posición en la categoría "dos litros", tras una carrera de casi 3000 kilómetros en seis etapas.